# João Gomes Cravinho
João Titterington Gomes Cravinho (ur. 16 czerwca 1964 w Coimbrze) – portugalski nauczyciel akademicki, urzędnik państwowy i dyplomata, ambasador Unii Europejskiej, w latach 2005–2011 wiceminister spraw zagranicznych, od 2018 do 2022 minister obrony narodowej, w latach 2022–2024 minister spraw zagranicznych.

## Życiorys
W 1986 ukończył stosunki międzynarodowe w London School of Economics, w 1987 uzyskał magisterium na tej samej uczelni. Doktoryzował się w 1995 na Uniwersytecie Oksfordzkim. Jako nauczyciel akademicki pracował m.in. w ISCTE, na Universidade Nova de Lisboa i na Uniwersytet w Coimbrze. W latach 1999–2000 pełnił funkcję zastępcy sekretarza stanu w resorcie spraw zagranicznych, a od 2001 do 2002 kierował ministerialnym instytutem do spraw współpracy. W latach 2005–2011 był wiceministrem spraw zagranicznych w randze sekretarza stanu w dwóch rządach José Sócratesa. W 2012 został ambasadorem Unii Europejskiej w Indiach z jednoczesną akredytacją w Bhutanie. W 2015 objął kierownictwo placówki UE w Brazylii.
W październiku 2018 zastąpił José Azeredo Lopesa na stanowisku ministra obrony narodowej w rządzie Antónia Costy. W październiku 2019 pozostał ministrem obrony narodowej w drugim gabinecie dotychczasowego premiera.
W 2019 i 2022 z ramienia Partii Socjalistycznej uzyskiwał mandat posła do Zgromadzenia Republiki. W marcu 2022 został ministrem spraw zagranicznych w trzecim rządzie Antónia Costy. Funkcję tę pełnił do kwietnia 2024.

## Odznaczenia
- Order Księcia Jarosława Mądrego III klasy (Ukraina, 2023)[7]
- Wielki Oficer Orderu Gwiazdy Rumunii (Rumunia, 2024)[8]